# Tẩy trắng san hô
Tẩy trắng san hô là hiện tượng polyp san hô đẩy các tảo sống trong mô của chúng ra khỏi cơ thể. Thông thường, polyp san hô và các tảo này có quan hệ nội cộng sinh với nhau, trong đó tảo cung cấp tới 90% năng lượng mà san hô cần, nên điều này đóng vai trò thiết yếu đối với sức khỏe của san hô nói riêng và rạn san hô nói chung. San hô bị tẩy trắng vẫn tiếp tục sống nhưng sẽ bắt đầu chết dần vì không có thức ăn. Một số san hô phục hồi sau khi bị tẩy trắng.
Nguyên nhân lớn nhất gây ra tẩy trắng san hô là sự gia tăng nhiệt độ nước biển. Nhiệt độ cao hơn mức trung bình 1 °C (hay 2 °F) là đủ để gây ra tẩy trắng. Theo Chương trình Môi trường Liên Hiệp Quốc, từ năm 2014 đến năm 2016 đã xảy ra các sự kiện tẩy trắng kéo dài lâu nhất từng được ghi nhận, khiến san hô bị chết trên quy mô chưa từng có. Năm 2016, tình trạng tẩy trắng ở rạn san hô Great Barrier đã giết chết từ 29 đến 50% số san hô ở đây. Năm 2017, tình trạng tẩy trắng lan rộng ra đến khu vực trung tâm của rạn san hô. Tần suất xảy ra các sự kiện tẩy trắng đã tăng gấp đôi từ năm 1980 đến năm 2016.

## Quá trình

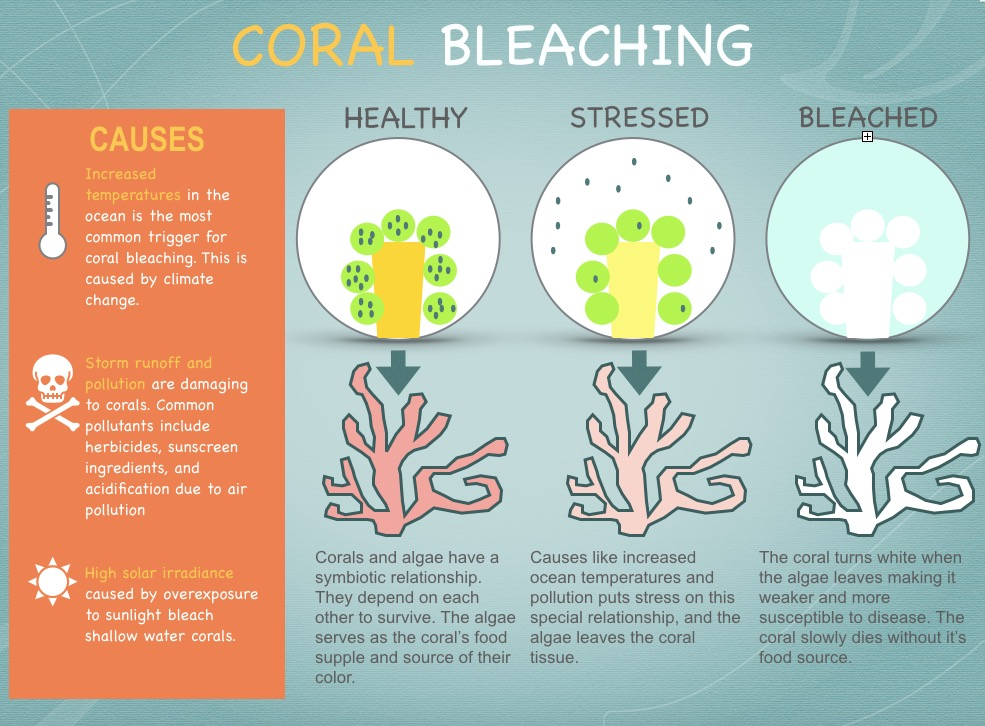
San hô và tảo có mối quan hệ cộng sinh với nhau. Khi nhiệt độ tăng cao, tảo rời khỏi mô của san hô và san hô bắt đầu chết dần vì không có thức ăn.

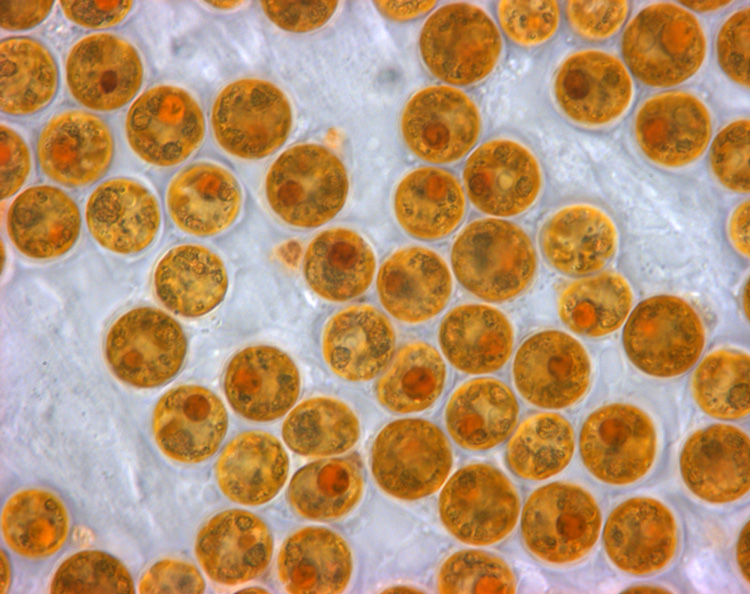
Zooxanthellae, loài tảo sống bên trong san hôthe microscopic algae that lives inside coral, gives it colour and provides it with food through photosynthesis

Các loài san hô tạo nên hệ sinh thái rạn san hô ở các vùng biển nhiệt đợi sống dựa vào mối quan hệ cộng sinh với một loài động vật nguyên sinh đơn bào giống tảo thuộc lớp Trùng roi có tên là zooxanthellae. Loại tảo này sống trong các mô của san hô và tạo ra màu sắc cho san hô. Tảo cung cấp chất dinh dưỡng cho san hô qua quá trình quang hợp và là nguồn dinh dưỡng hết sức quan trọng trong điều kiện nước biển nhiệt đới trong và ít chất dinh dưỡng. Đổi lại, san hô cung cấp cacbon đioxit và amoniac mà tảo cần để quang hợp. Những điều kiện môi trường tiêu cực như nhiệt độ nước biển quá ấm hoặc quá lạnh, ánh sáng quá mạnh, và thậm chí là cả một số bệnh do vi khuẩn gây ra có khả năng phá vỡ mối quan hệ cộng sinh giữa san hô và tảo. Nhằm nỗ lực sống sót một cách tình thế, polyp san hô sẽ hấp thụ hoặc đẩy tảo ra khỏi cơ thể. Điều này khiến màu sắc của chúng nhạt đi hoặc hoàn toàn chuyển sang màu trắng, nên hiện tượng này được gọi là "tẩy trắng". Tảo cung cấp đến 90% năng lượng mà san hồ cần, do đó, sau khi đẩy tảo ra khỏi cơ thể mình, san hô có thể sẽ bắt đầu chết vì không có thức ăn.
San hô có thể sống sót qua những xáo trộn ngắn hạn, nhưng nếu nguyên nhân khiến chúng đẩy tảo ra khỏi cơ thể tiếp diễn, khả năng sống sót của chúng sẽ giảm đi. Để san hô có thể phục hồi sau khi bị tẩy trắng, tảo cần phải quay lại sống trong các mô của polyp san hô và bắt đầu quang hợp trở lại nhằm duy trì sự sống cho san hô cũng như các hệ sinh thái sống dựa vào chúng. Nếu chết do tẩy trắng, polyp san hô sẽ tan rã. Các loài san hô cứng sau đó sẽ để lại khung xương canxi cacbonat của mình. Tảo sẽ bắt đầu sinh sôi trên các khung xương này, khiến san hô không thể phát triển trở lại. Dần dần, các khung xương san hô sẽ bị xói mòn, khiến cấu trúc của rạn san hô sụp đổ.

## Nguyên nhân

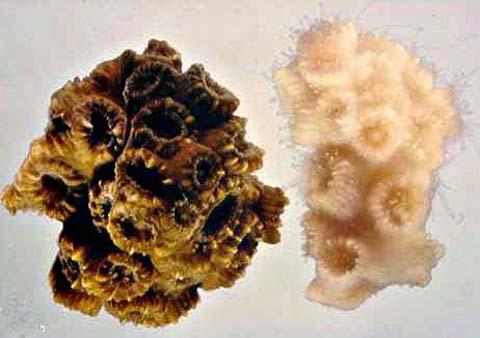
San hô khỏe mạnh (bên trái) và san hô bị tẩy trắng nhưng vẫn còn sống (bên phải)

Có nhiều nguyên nhân gây ra hiện tượng tẩy trắng san hô. Các nguyên nhân mang tính cục bộ có thể gây ra sự tẩy trắng san hô cục bộ, còn các sự kiện tẩy trắng san hô quy mô lớn xảy ra trong những năm gần đây thì có nguyên nhân là sự ấm lên toàn cầu. Trong điều kiện nồng độ carbon dioxide ngày càng cao của thế kỷ 21, san hô được dự đoán là sẽ ngày càng trở nên hiếm hoi ở các rạn san hô.

### Danh sách nguyên nhân
- nhiệt độ nước biển tăng (sóng nhiệt hải dương, chủ yếu do ấm lên toàn cầu), hoặc giảm[15][16][17][18]
- thiếu oxy do hoạt động đánh bắt cá quá mức làm cho nước biển có quá nhiều động vật phù du[19] [nguồn không đáng tin?]
- bức xạ Mặt Trời cao
- hoạt động tích tụ trầm tích mạnh[20]
- nhiễm khuẩn[21]
- độ mặn nước biển thay đổi[22]
- thuốc diệt cỏ[23]
- thủy triều quá thấp và tiếp xúc với không khí[24]
- đánh cá bằng hóa chất[25]
- mực nước biển tăng do ấm lên toàn cầu (Watson)[cần giải thích]
- bụi khoáng chất từ các cơn bão bụi do hạn hán gây ra ở châu Phi[26]
- các chất ô nhiễm như oxybenzone, butylparaben, octyl methoxycinnamate, hay enzacamene: bốn thành phần phổ biến trong kem chống nắng, chúng không phân hủy sinh học và có thể trôi khỏi da người vào nước biển[27][28][29][30]
- nước biển bị axit hóa do ô nhiễm không khí làm cho nồng độ CO2 tăng lên[31]
- tràn dầu hoặc các hóa chất khác[32]

## Sự kiện tẩy trắng hàng loạt
Sự gia tăng nhiệt độ nước biển là nguyên nhân chính gây ra các sự kiện tẩy trắng hàng loạt. 60 lần tẩy trắng nghiêm trọng đã xảy ra trong gian đoạn từ năm 1979 đến năm 1990, gây ảnh hưởng đến các rạn san hô ở tất cả mọi khu vực trên thế giới. Sự kiện tẩy trắng kéo dài lâu nhất từng được ghi nhận từ trước đến nay xảy ra vào năm 2016 mà nguyên nhân là hiện tượng El Niño diễn ra từ năm 2014 đến năm 2017. Trong giai đoạn này, trên 70% các rạn san hô trên khắp thế giới đã bị tổn hại.
Kết cục của một sự kiện tẩy trắng tùy thuộc vào sức chịu đựng của san hô khi không có tảo, và tốc độ mà san hô mới phát triển để thay thế san hô đã chết. Sức khỏe và gen của san hô và tảo cũng có ảnh hưởng đến sự tẩy trắng.
Những quần thể san hô lớn như Porites có khả năng chịu được tình trạng sốc nhiệt độ dữ dội, còn những san hô yếu ớt hơn như Acropora thì dễ bị ức chế hơn nhiều khi nhiệt độ nước biển thay đổi. Có khả năng san hô sẽ chống chọi được tẩy trắng tốt hơn sau khi liên tục trải qua ức chế ở mức độ thấp.
Các nhà khoa học tin rằng sự kiện tẩy trắng cổ xưa nhất từng được biết đến đã xảy ra trong sự kiện tuyệt chủng Devon muộn và cũng là kết quả của sự tăng nhiệt độ nước trên mặt biển. Sự kiện này đã hủy diệt những rạn san hô lớn nhất trong lịch sử Trái Đất.